# St.-Georgs-Kanal
Der St.-Georgs-Kanal (englisch St George’s Channel, walisisch Sianel San Siôr, irisch Muir Bhreatan) ist eine Meerenge zwischen Irland und Wales. Er verbindet die Irische See in südlicher Richtung mit der Keltischen See bzw. dem Atlantischen Ozean. Die mit 78 km Breite engste Stelle liegt zwischen Carnsore Point im irischen County Wexford und St David’s Head, dem westlichsten Punkt auf dem walisischen Festland in der Grafschaft Pembrokeshire.

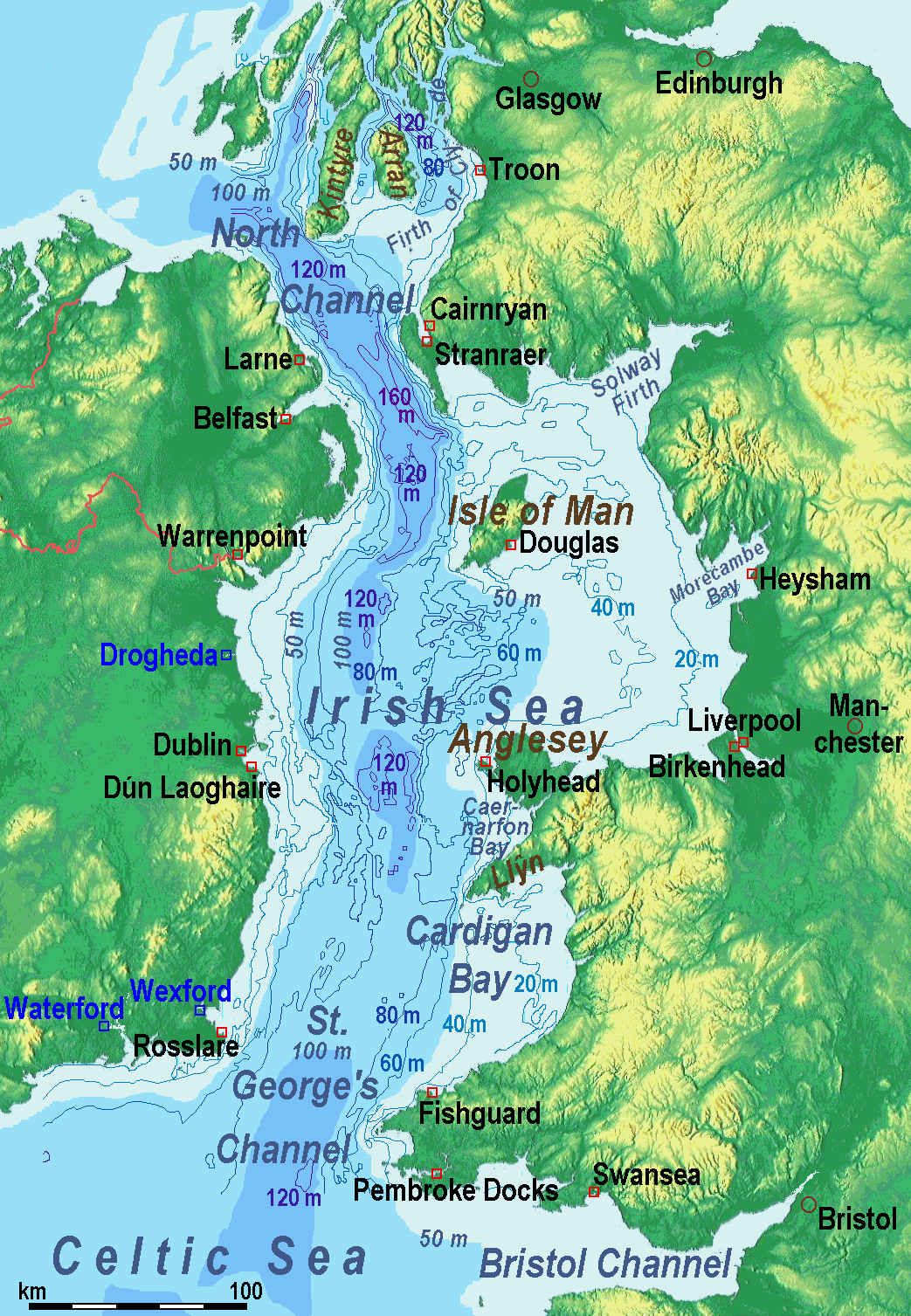
Reliefkarte

Historisch wurde das gesamte Meeresgebiet zwischen Irland und Südwestbritannien von der Lleyn-Halbinsel bis Land’s End bzw. Cape Cornwall als St. Georgskanal bezeichnet. Der Name leitet sich von einer Legende des 14. Jahrhunderts ab, nach der der heilige Georg den Kanal bei seiner Reise von Byzanz nach Britannien überquert habe.